# Iza Daniela Flores
Iza Daniela Flores Hernández (* 6. Mai 1994) ist eine mexikanische Leichtathletin, die sich auf den Sprint spezialisiert hat.

## Sportliche Laufbahn
Erste internationale Erfahrungen sammelte Daniela Flores bei den Zentralamerika- und Karibik-Juniorenmeisterschaften (CACAC) 2012 in San Salvador, bei denen sie im 200-Meter-Lauf in 24,79 s den vierten Platz belegte und über 100 Meter in 12,29 s Rang sechs erreichte. Damit qualifizierte sie sich in beiden Bewerben für die Juniorenweltmeisterschaften in Barcelona, bei denen sie mit 12,28 s und 24,27 s jeweils in der ersten Runde ausschied. Im Jahr darauf schied sie bei den CAC-Meisterschaften in Morelia mit 11,76 s und 24,25 s in der Vorrunde aus und belegte mit der mexikanischen 4-mal-100-Meter-Staffel in 45,72 s den fünften Platz. Daraufhin wurde sie bei den Panamerikanischen Juniorenmeisterschaften in Medellín in 24,32 s Siebte über 200 Meter und schied im 100-Meter-Lauf mit 12,13 s im Vorlauf aus. 2014 wurde sie bei den U23-NACAC-Meisterschaften in Kamloops in 12,09 s Fünfte über 100 Meter und belegte in 24,20 s Rang sechs über 200 Meter. Anschließend klassierte sie sich bei den Zentralamerika- und Karibikspielen in Xalapa in 23,92 s auf dem fünften Platz über 200 Meter und schied über die kürzere Distanz mit 11,86 s im Vorlauf aus. Zudem erreichte sie mit der Staffel in 45,36 s Rang sechs. Zwei Jahre später wurde sie bei den U23-NACAC-Meisterschaften in San Salvador in 23,86 s Fünfte über 200 Meter und schied über 100 Meter mit 12,23 s in der ersten Runde aus.
2017 nahm sie erstmals an der Sommer-Universiade in Taipeh teil und erreichte dort über 100 Meter das Viertelfinale, in dem sie mit 11,99 s ausschied. Zudem wurde sie über 200 Meter in der ersten Runde disqualifiziert und mit der Staffel belegte sie in 44,79 s den vierten Platz. Zwei Jahre später wurde sie bei den Studentenweltspielen in Neapel in 23,64 s Achte über 200 Meter und erreichte über 100 Meter das Halbfinale, in dem sie mit 11,79 s ausschied. Mit der Staffel landete sie nach 44,82 s erneut auf dem vierten Rang.
2013 und 2014 sowie von 2016 bis 2018 wurde Flores mexikanische Meisterin im 100- und 200-Meter-Lauf sowie 2013 und 2018 auch in der 4-mal-100-Meter-Staffel.

## Persönliche Bestleistungen
- 100 Meter: 11,58 s (+0,9 m/s), 18. März 2016 in Mexiko-Stadt
  - 60 Meter (Halle): 7,60 s, 3. Februar 2018 in Flagstaff
- 200 Meter: 23,24 s (+1,6 m/s), 18. Juni 2017 in Monterrey